# Alexis Dormal
Alexis Dormal (Brussel, 30 januari 1977) is een Belgisch-Frans stripauteur.
Dormal werd geboren uit een Belgische vader en een Franse moeder. Hij deed eerst filmstudies in België en volgde toen de richting tekenfilm aan de school Émile Cohl in Lyon. Met zijn moeder, Dominique Roques, als scenarist creëerde Dormal de strip Pico Bogue. Het eerste album dat verscheen kende een groot succes en meer dan 100.000 exemplaren werden verkocht. De strip gaat over de kleine jongen Pico die samen met zijn kleine zus Ana Ana niets liever doet dan zijn ouders op stang jagen. Een spin-off voor jongere lezers kreeg de naam Ana Ana. Beide reeksen werden uitgegeven bij Dargaud.
- Bibliothèque nationale de France: cb146435011 (data)
- Gemeinsame Normdatei: 1215043112
- International Standard Name Identifier: 0000 0003 8174 7618
- Library of Congress Control Number: no2014093706
- Nationale Bibliotheek van Tsjechië: xx0174852
- Système universitaire de documentation: 132641291
- Virtual International Authority File: 262558701
- WorldCat: E39PBJjT63JthRQkmCDpG37j4q